# Twilight
Vous lisez un « article de qualité » labellisé en 2022.
Cet article concerne la série de livres. Pour la série d'adaptation cinématographique, voir Twilight (série de films). Pour les autres significations, voir Twilight (homonymie).
La saga Twilight, d'abord publiée en France sous le nom de Saga du désir interdit, est une série de romans fantastiques et sentimentaux de Stephenie Meyer publiés entre 2005 et 2020. Elle est composée de quatre tomes principaux intitulés Fascination, Tentation, Hésitation et Révélation auxquels s'ajoutent deux tomes complémentaires intitulés L'Appel du sang et Midnight Sun.
La série principale raconte l'histoire de Bella Swan, une humaine, et du triangle amoureux qu'elle forme avec le vampire Edward Cullen et le métamorphe Jacob Black, son meilleur ami, qui se transforme en loup géant, symbole de sa tribu d'Amérindiens. L'histoire est essentiellement racontée du point de vue de Bella, avec deux sections racontées du point de vue de Jacob Black. Elle couvre les thèmes de l'amour, avec des influences religieuses (notamment de l'Église de Jésus-Christ des saints des derniers jours) et littéraires diverses.
À partir de 2010, Stephenie Meyer écrit et publie plusieurs travaux supplémentaires dans le monde de Twilight sous la forme de romans annexes, de réécritures et d'ouvrages de référence sur le monde de l'œuvre. En novembre 2011, on compte plus de 120 millions d'exemplaires de la série principale vendus en au moins 38 langues. Les romans principaux ont été adaptés sous forme de films sous le nom Twilight par Summit Entertainment de 2008 à 2012 et ont rencontré un fort succès au box-office.
La série reçoit aussi de nombreuses critiques, notamment sur le comportement abusif d'Edward envers Bella et les thèmes misogynes de la série, ainsi que sur son image des vampires qui ne respecte pas la tradition littéraire et sur son manque de diversité. Certaines personnes se filment en train de brûler les livres et s'en prennent aux fans de la série autant qu'à l'œuvre.
Le succès de Twilight augmente la popularité du classique Les Hauts de Hurlevent, cité plusieurs fois dans la série, et inspire la série Cinquante Nuances de Grey, conçue d'abord comme une fanfiction puis publiée indépendamment de la série originale.

## Genèse et rédaction
Stephenie Meyer affirme que l’idée de la série lui vient en rêve le 2 juin 2003. Le rêve met en scène une jeune femme humaine et un vampire qui est amoureux d’elle, mais assoiffé de son sang. L'adolescente est dans une clairière ensoleillée et parle à un homme magnifique dont la peau brille. Sur la base de ce livre, Meyer rédige une première version de ce qui deviendra plus tard le chapitre 13 du premier tome,. Il lui faut trois mois pour rédiger le premier tome de la série, bien qu’elle n’ait aucune expérience d'écriture.
Son agente littéraire, Jodi Reamer, de Writers House, ne la découvre que parce que l’assistante débutante qui a reçu le manuscrit ne sait pas que la littérature Young Adult doit comporter 40 000 à 60 000 mots, et non les 130 000 mots du livre de Meyer. Meyer signe un contrat d’édition avec Little, Brown and Company pour une trilogie à 750 000 dollars, un montant particulièrement élevé pour une première œuvre ; elle-même dit avoir espéré 10 000 dollars. Megan Tingley, l’éditrice de Little, Brown qui relit le livre de Meyer, affirme qu’au milieu de sa lecture du premier tome, elle comprend qu’elle a un futur best-seller entre les mains. Le roman Fascination est publié en anglais en 2005. En février 2006, Hachette Livre rachète Little, Brown and Company.
Meyer publie Tentation en 2006, Hésitation en 2007 et Révélation en 2008. Les livres portent en version originale les noms de phénomènes célestes, plus précisément en lien avec l'obscurité : Twilight (« crépuscule »), New Moon (« nouvelle lune »), Eclipse (« éclipse »), Breaking Dawn (« aube naissante »). Les premiers livres non publiés connus sont Forever Dawn (« aube éternelle ») et Midnight Sun (« jour polaire »). Après la sortie de Révélation, Stephenie Meyer annonce qu’il n’y aura pas d’autres romans du point de vue de Bella Swan.

## Histoire

### Série principale

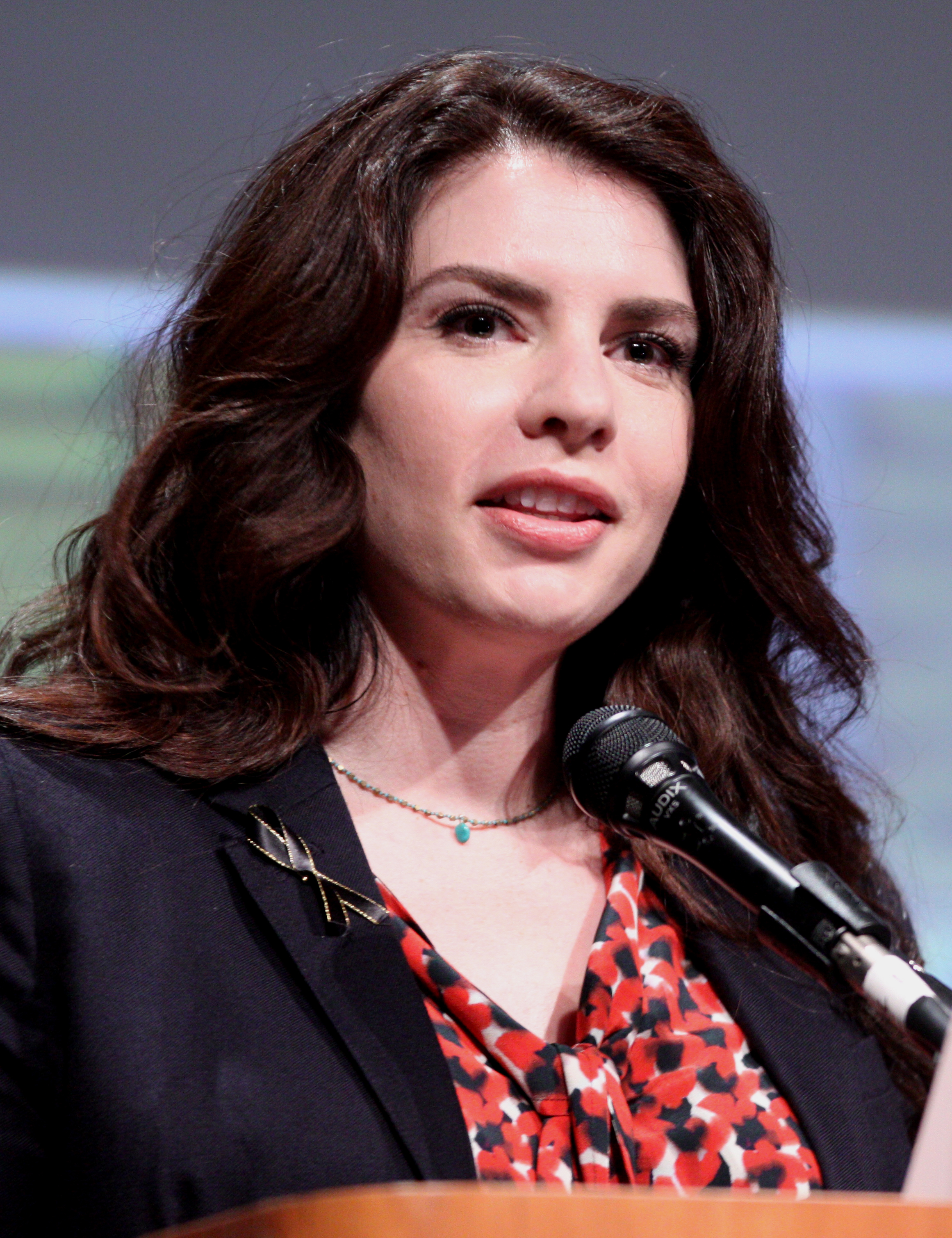
Stephenie Meyer au Comic-Con à San Diego en 2012.

#### Fascination
Bella, une lycéenne de dix-sept ans, décide de quitter sa mère et la ville de Phoenix pour vivre à Forks là où vit son père. Elle n'est pas proche de ce dernier, qu'elle ne voit habituellement que deux semaines par an, et hait la ville de Forks, mais souhaite laisser sa mère vivre seule avec son nouveau compagnon, Phil. À son premier jour de lycée, elle rencontre la famille Cullen et est fascinée. En cours de biologie, elle s’assoit à côté d'Edward Cullen, qui la traite avec hostilité et colère, refusant de lui adresser la parole. Après une semaine d'absence, il revient cependant, se montrant très poli et faisant comme si cette première rencontre n'avait pas eu lieu.
Un jour de neige, elle a un accident sur le parking du lycée : un étudiant, Tyler, perd le contrôle de son fourgon et lui fonce dessus. Edward, qui se tient à quatre voitures d'elle, se retrouve soudain à côté d'elle et arrête l'impact de la voiture à mains nues. Lors d'une visite à la plage de la réserve quileute de La Push, Bella rencontre Jacob Black et Sam, un jeune homme qui laisse entendre que les Cullen ne sont pas les bienvenus à la réserve. Bella demande des détails à Jacob, qui lui parle des légendes quileutes et affirme que selon la mythologie locale, les Cullen sont des vampires.

Jessica, Angela et Lauren invitent Bella à les rejoindre et faire les magasins à Port Angeles. Bella se perd en ville, se retrouvant dans une rue désaffectée où quatre hommes commencent à la harceler. Edward arrive soudain à la rescousse, la prenant dans sa voiture et la conduisant à l'abri. Après avoir rassuré ses amies, il l'emmène dîner. Elle lui annonce alors qu'elle pense qu'il est un vampire, ce qu'il confirme. Il ajoute qu'il peut lire dans les pensées d'une personne sur plusieurs kilomètres, et que Bella est la seule personne dont il ne peut pas lire les pensées. Il confirme ensuite que les Cullen sont des vampires. Le soir, de retour chez son père, Bella résume la situation :

« J'étais à peu près certaine de trois choses. Un, Edward était un vampire ; deux, une part de lui - dont j'ignorais la puissance - désirait s'abreuver de mon sang ; et trois, j'étais follement et irrévocablement amoureuse de lui. »

— Fascination, chapitre 9.
Bella annule un voyage à Seattle, à la demande d'Edward qui veut lui montrer ce que le soleil fait réellement aux vampires. Elle découvre alors que la peau des vampires brille au soleil, et Edward lui déclare ses sentiments. Edward invite ensuite Bella à rencontrer sa famille au domicile des Cullen. Or, Alice a une vision d’un groupe de vampires nomades en voyage, passant par Forks : Edward veut alors absolument protéger Bella.
Pendant sa visite au domicile des Cullen, Bella est invitée à les rejoindre à un match de baseball familial. Le clan de vampire nomades arrive cependant plus tôt que prévu, pendant la partie. Il est composé de trois personnes, James, Victoria et Laurent. Un coup de vent trahit la nature de Bella et attire l'attention de James, qui décide de la traquer. Bella s'enfuit à Phoenix, près de chez sa mère qui est en déplacement en Floride avec Phil. Elle est accompagnée d'Alice et Jasper. James appelle Bella, lui faisant croire qu'il tient sa mère en otage, et lui ordonne de le rejoindre dans un studio de danse de son enfance. Bella parvient à fuir Alice et Jasper à l'aéroport où ils attendent l'arrivée d'Edward et se rend immédiatement au studio de danse où James lui a donné rendez-vous. Elle découvre alors que James a juste fouillé la maison et pris une vidéo d'enfance où la mère de Bella l'appelait d'un ton inquiet.
James lui casse la jambe et elle perd connaissance. Edward et ses frères arrivent à temps pour tuer James, mais se rendent compte que Bella a été mordue à la main. Carlisle ordonne alors à Edward d'aspirer le sang de Bella jusqu'à en retirer tout le venin, ce qu'il parvient à faire.
Elle se réveille à l'hôpital plusieurs jours plus tard, aux côtés de sa mère et d'Edward. Renée lui annonce alors que Phil a été engagé à Jacksonville à long terme, et qu'ils ont acheté une maison dans laquelle Bella pourra avoir sa propre chambre, mais cette dernière annonce vouloir rester à Forks. Dans l'épilogue, Bella et Edward se rendent au bal de fin d'année. Au bal, Jacob Black lui envoie un avertissement de la part de son père : Billy Black lui fait dire de quitter Edward, et que les Quileutes ne relâcheront pas leur garde. Bella ignore l'avertissement.

#### Tentation
Les Cullen invitent Bella à une soirée d'anniversaire pour ses dix-huit ans. Discutant de Roméo et Juliette, Edward avoue à Bella que si James l'avait tuée à la fin du premier roman, il comptait mener un attaque suicide chez les Volturi . En ouvrant son deuxième cadeau, Bella s'entaille le doigt avec l'emballage. L'odeur du sang fait perdre le contrôle à Jasper, qui tente de l'attaquer. Edward ramène ensuite Bella chez elle.
Le lendemain, Edward dit à Bella que Jasper et Alice sont partis à Denali, rejoindre un clan ami de vampires végétariens. Le soir, il se rend chez Bella, mais regarde seulement un match de sport avec Charlie avant de repartir, en n'adressant presque pas la parole à sa petite amie. Le jour suivant, il annonce à Bella que les Cullen s'en vont de Forks et la quitte sur-le-champ. Il lui fait promettre de ne pas commettre « d'acte téméraire ou stupide ».
Elle se perd dans la forêt en tentant de regagner son domicile. Sam Uley la retrouve et la ramène à Charlie. Les Cullen disparaissent. Le livre contient ensuite plusieurs pages vides, correspondant aux mois d'octobre à janvier. En février, Charlie annonce à Bella qu'il la renvoie chez sa mère, s'inquiétant de son apathie. Pour rester à Forks, Bella va au cinéma à Port Angeles avec Jessica,,. En sortant de la séance, les deux jeunes femmes croisent les quatre hommes qui l'ont agressée l'année précédente. Quand Bella s'approche d'eux, elle entend clairement la voix d'Edward qui la sermonne. Bella passe ensuite en voiture devant la maison de la famille Marks, qui annonce le don de deux motos délabrées. Se souvenant que Charlie couvre de nombreux accidents de la circulation, elle estime pouvoir se mettre en danger facilement et donc souvent entendre la voix d'Edward. Elle se souvient alors que Jacob Black a réparé sa camionnette et saura sûrement réparer les motos aussi. Jacob est en effet ravi.
Bella se remet lentement de sa dépression grâce à son amitié avec Jacob. Elle retrouve ses anciens amis du lycée. Mike l'invite au cinéma. Jacob dit que Sam veut qu'il rejoigne sa bande, alors que lui n'en a pas envie. Il s'inquiète pour Embry, qui avait très peur du groupe de Sam, puis a soudain cessé d'aller en cours pendant une semaine et se comporte depuis « comme s'il appartenait à Sam ». Bella invite tous les membres de sa bande d'amis du lycée, ainsi que Quil et Jacob, à voir le film d'horreur dont Mike lui a parlé, mais tous finissent par annuler sauf Mike et Jacob. Après le film, Jacob annonce ses sentiments à Bella. Elle le repousse et Jacob ne donne aucun signe de vie pendant plusieurs jours malgré de nombreux appels manqués.
Bella randonne vers la clairière où elle a vu Edward briller pour la première fois. Or, Laurent s'y trouve. Il lui raconte que Victoria a décidé de la tuer en représailles du meurtre de son compagnon, James. Au moment où il se prépare à tuer Bella, un loup noir apparaît, suivi de quatre autres, et Laurent s'enfuit . Bella découvre que Jacob est tombé à son tour sous l'emprise de Sam Uley, ce que Quil lui confirme.
Elle se rend alors chez Jacob, qui lui dit qu'il ne peut pas lui expliquer ce qu'il se passe, mais que tout est de la faute des Cullen, puis ajoute qu'il ne veut plus la voir. Un peu plus tard, Jacob entre cependant chez Bella par la fenêtre. Il lui fait comprendre qu'il est désormais un loup-garou. Il ajoute que les disparitions de randonneurs depuis quelques mois sont l'œuvre d'un vampire, et Bella lui explique pourquoi Victoria est dans la région. Les loups se mettent alors à monter la garde pour ne pas rater le retour de Victoria.

Bella décide de tester un plongeon depuis une haute falaise de First Beach. Or, elle est emportée par le courant et manque de se noyer. Elle est sauvée par Sam et Jacob. Plus tard dans la journée, Emily annonce aux loups que Harry Clearwater a eu une attaque cardiaque. De retour à Forks, Jacob et Bella voient Alice.

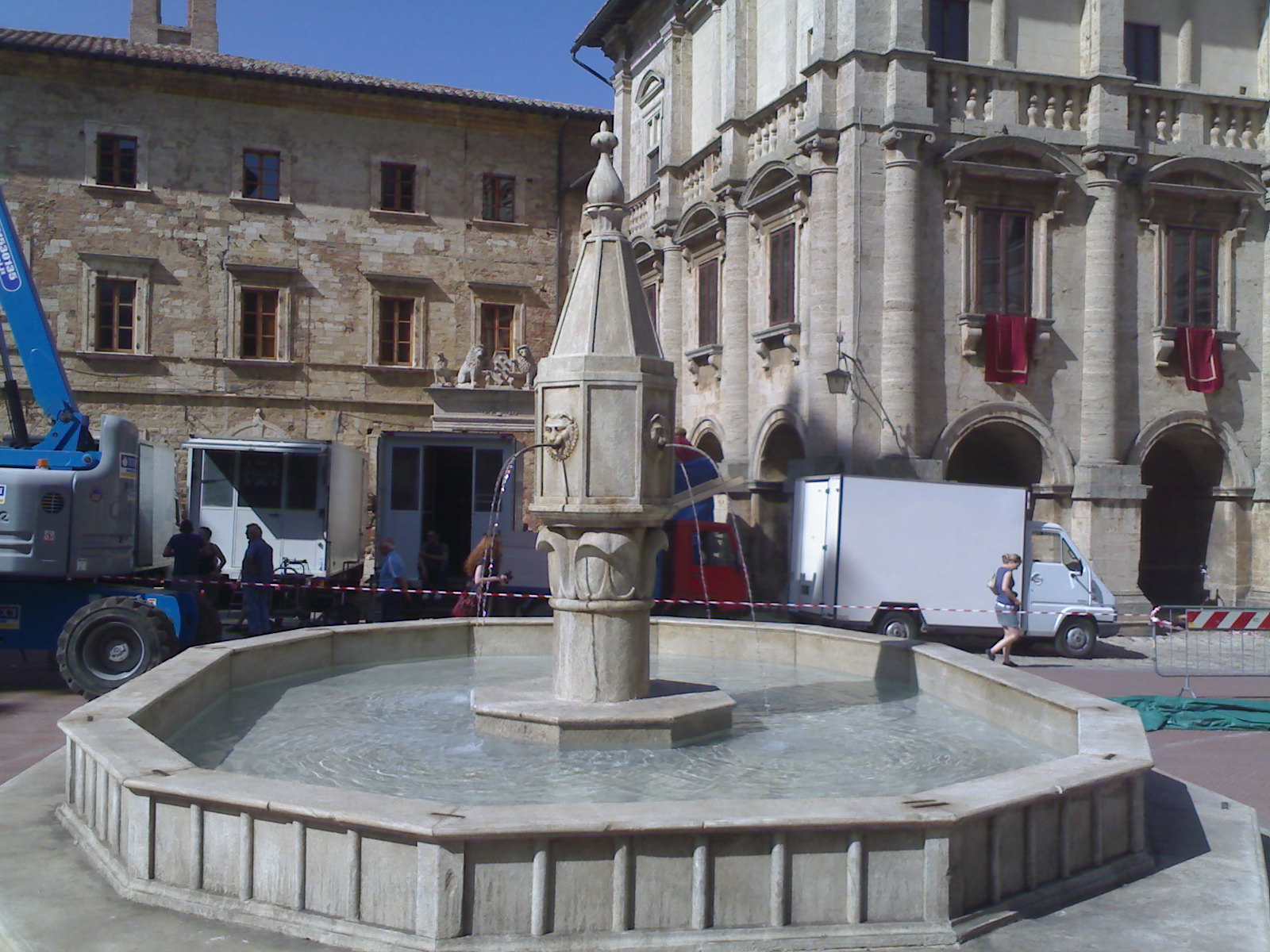
La fontaine de Montepulciano, lieu de tournage des scènes italiennes du film Tentation.

Alice dit à Bella qu'elle l'a vue sauter de la falaise et s'est inquiétée. Le lendemain, Jacob rend visite à Bella. Pendant qu'il est là, Edward, se faisant passer pour Carlisle au téléphone, lui demande si Charlie Swan est présent : il répond que ce dernier est « à l'enterrement », sans préciser qu'il s'agit de celui de Harry Clearwater, et raccroche brutalement. Alice a alors une vision d'Edward cherchant à se suicider, convaincu que Bella est morte en sautant de la falaise. Elle a une vision de lui se rendant en Italie pour se suicider en provoquant les Volturi. Les deux femmes s'envolent immédiatement pour l'Italie afin de tenter de le joindre à temps. Bella retrouve Edward à l'instant exact où il veut se montrer au soleil devant des humains pour forcer les Volturi à le tuer. Elle parvient à le retenir in extremis, mais des membres de la garde des Volturi les ont rejoints et les mènent à leur chef, Aro. Aro propose aux trois visiteurs de rejoindre les rangs des Volturi, et tous déclinent. Caïus exige la mort de Bella, les humains n'étant pas autorisés à connaître les secrets des vampires. Aro accepte de lui donner un délai avant de forcer sa transformation.
Edward ramène Bella chez elle : son père est furieux de sa disparition de plusieurs jours. Edward dit à Bella que pour les Volturi, le temps s'écoule très lentement, et qu'il ne serait pas surpris qu'ils ne pensent pas à vérifier que Bella est une vampire avant plusieurs décennies. Or, Bella veut toujours devenir vampire, que les Volturi soient ou non impliqués. Contrairement au reste de sa famille, à l'exception de Rosalie, Edward reste fermement opposé à la proposition,. Bella accepte qu'il la transforme après la fin du lycée l'année scolaire suivante. La situation revient très rapidement à la normale : les Cullen reviennent à Forks et Bella se prépare à postuler dans différentes universités. Jacob rappelle enfin à Edward le contenu du traité de paix entre les loups-garous et les vampires : il est rompu si un vampire mord, mais ne tue pas, un humain, ce qui causera une guerre si Bella est transformée.

#### Hésitation
Charlie s'inquiète d'une sorte de guerre des gangs qui aurait causé plusieurs meurtres à Seattle. Edward interdit à Bella de fréquenter Jacob, estimant qu'il est trop dangereux qu'elle s'approche d'un loup-garou et ne pouvant pas l'accompagner lui-même sur le territoire quileute à moins de briser la trêve entre les espèces. Bella parvient à se rendre par surprise chez Jacob malgré la surveillance d'Edward. Quelques jours plus tard, Edward part chasser pendant une journée. Alice invite Bella chez elle et Bella comprend rapidement qu'Edward a prévu ce plan pour l'empêcher d'aller voir Jacob. Le lendemain, Jacob l'enlève à moto et ils s'enfuient ensemble pour La Push. Edward admet que ses réticences sont dues à ses préjugés plutôt qu'à la raison et décide de l'autoriser à lui rendre visite.
Bella se rend compte que certaines de ses affaires ont disparu. Les Cullen en déduisent qu'un vampire a fait irruption dans sa chambre pendant son absence. Les loups-garous et les vampires définissent alors de nouvelles frontières afin de mieux protéger Bella et son père. Edward affirme que les morts mystérieuses de Seattle sont dues à des vampires nouveau-nés. Les Volturi ont pour rôle de traiter ce genre de cas : leur intervention à Seattle les encouragerait à se rendre à Forks pour vérifier que Bella est bien transformée en vampire, ce qui inquiète Edward. Jasper affirme que Seattle est en proie à une armée de moins de vingt nouveau-nés. Il prédit que la situation va empirer et que les Volturi vont intervenir, à moins qu'ils ne détruisent immédiatement les troupes eux-mêmes.
Lorsque Bella revoit Jacob, il lui déclare qu'il est amoureux d'elle. Il l'embrasse ensuite de force. En le frappant, Bella se brise la main. Alice confirme ensuite que l'armée des nouveau-nés cherche à détruire Bella, ce dont elle a eu la preuve pendant une de ses visions. Les Cullen et Bella savent cependant qu'ils ont du temps avant l'attaque finale, et Bella se rend sans encombre à sa cérémonie de remise des diplômes. Jacob, Embry et Emmett se rendent à la soirée organisée par Alice chez les Cullen pour la remise des diplômes. Jacob offre à Bella un bracelet orné d'une amulette de bois représentant un loup, qu'il a taillée lui-même, suivant l'enseignement de son père. Alice leur dévoile qu'ils vont combattre les nouveau-nés, provoquant l'enthousiasme des garçons, et Jasper invite les loups à un entraînement commun. À la formation organisée par Jasper pour combattre des nouveau-nés, Bella découvre que les loups-garous sont désormais au nombre de dix. Bella dit à Edward qu'avant d'être transformée en vampire, elle tient à avoir un rapport sexuel avec lui. Edward refuse, affirmant qu'il ne peut pas céder sa virginité avant le mariage, le seul péché qu'il n'a pas commis. Bella finit par accepter d'épouser Edward,,.
Bella part en montagne avec Jacob et Edward afin d'être le plus loin possible du combat final. Avec sa chaleur corporelle extrême, Jacob la sauve de l'hypothermie pendant une tempête. Le lendemain matin, Edward discute des fiançailles avec Bella, à portée d'écoute de Jacob. Jacob explique à Bella qu'il compte se sacrifier dans le combat contre les nouveau-nés. Elle lui demande alors de l'embrasser afin de le convaincre qu'elle veut vraiment qu'il survive. Après le baiser, elle se rend compte qu'elle est amoureuse de Jacob, bien qu'elle préfère toujours sans aucun doute Edward. Alors que la bataille commence dans la plaine, Seth, Edward et Bella sont toujours en montagne. Or, Edward et Seth se rendent compte que Victoria et son second sont à proximité. Ils parviennent à les battre.
Alors que le trio redescend en plaine, les combats étant terminés, Alice a une vision de l'arrivée d'un contingent des Volturi. Edward fait remarquer que leur arrivée est parfaitement chronométrée, et qu'ils espéraient clairement la mort de quelques Cullen. Les loups partent pour La Push afin de ne pas croiser le chemin des Volturi. Jane arrive et affirme que Caïus leur rendra probablement visite quelques mois plus tard, Bella étant toujours humaine.
Bella décide finalement qu'elle veut une vraie cérémonie de mariage, par devoir envers ses parents qui ne la reverront plus lorsqu'elle sera vampire. Comprenant que le choix de Bella est définitif, Jacob se transforme en loup et part le plus loin possible, sans intention de revenir.

#### Révélation
Révélation s'ouvre quelques jours avant le mariage de Bella et Edward. Le clan de Denali se rend au mariage et Bella les rencontre. Seule Irina, qui en veut toujours aux Quileute d'avoir tué son partenaire Laurent, est absente ; les autres présentent leurs excuses pour avoir refusé d'intervenir face aux Volturi et aux nouveau-nés dans le tome précédent. Carlisle raconte à Bella que le clan est terrifié par les Volturi, qui ont tué leur mère, coupable d'avoir créé un enfant immortel. Pendant la soirée suivant la cérémonie, Jacob fait irruption pour féliciter Bella, après des mois d'absence. Or, Bella laisse échapper qu'elle veut perdre sa virginité alors qu'elle est encore humaine, et il menace Edward de le tuer avant de quitter la fête. Bella et Edward passent leur lune de miel sur l'île d'Esmé, qui appartient aux Cullen. Les époux consomment le mariage,. Quelques jours plus tard, Bella souffre de nausées matinales. Elle se rend compte que ses règles sont en retard de cinq jours et comprend qu’elle est enceinte,,. Edward organise le rapatriement immédiat de Bella à Forks pour la faire avorter contre son gré.
La suite du roman se déroule du point de vue de Jacob Black. Il a réintégré la meute des Quileutes. Apprenant que Bella est malade, ils la croient transformée en vampire. Sam refuse d'attaquer les Cullen, estimant que Bella était consentante et que le traité est donc respecté. Jacob refuse de se plier à cet ordre. Il se rend donc chez les Cullen pour les attaquer, mais y voit Bella enceinte et souffrante et discute avec Edward ; tous deux veulent un avortement, mais Rosalie monte la garde. Bella explique à Jacob qu'elle a pour objectif de faire battre son cœur le plus longtemps possible et d'être transformée en vampire au tout dernier moment, si possible après l'accouchement. Jacob retourne voir sa meute pour leur raconter ce qu'il a vu, et Sam change d'avis : sachant que les Cullen attendent une créature inconnue, manifestement puissante, et trop jeune pour comprendre le traité, ils estiment qu'il faut l'exterminer avant la naissance. Jacob se rend compte, quelques instants plus tard, qu'il est l'Alpha légitime en raison de sa lignée, et qu'il peut donc s'opposer à Sam, mais qu'il n'aura plus de meute. Seth le rejoint dans sa nouvelle meute. Jacob retourne chez les Cullen pour les prévenir de l'attaque imminente. Leah Clearwater intègre la meute à son tour. Jacob pense à sa haine du fœtus qui est en train de tuer Bella, le traitant de « buveur de sang », une insulte qu'il réserve normalement aux vampires. Or, Edward lit dans ses pensées et a soudain l'idée de faire boire du sang à Bella pour voir si elle rejette également l'alimentation vampire. Voyant le sang humain, qui a été acheté par Carlisle en sa qualité de médecin, Bella se rend compte qu'il sent bon, puis le goûte et le trouve également bon à boire. Elle reprend très rapidement des forces. Bella accouche d'une fille prénommée Renesmée ; sur le point de mourir, elle est transformée en vampire par Edward,.
La narration revient ensuite à Bella. Jasper s'émerveille de la voir contrôler sa soif. Bella découvre que Jacob s'est imprégné de Renesmée et attaque Jacob, sans conséquences graves. Plusieurs mois plus tard, jouant dans une clairière avec Renesmée et Jacob, Bella aperçoit Irina. Alice voit alors qu'Irina a cru que Renesmée est une enfant immortelle et se prépare à les dénoncer. Les Cullen décident de regrouper tous les vampires qu'ils connaissent afin de gagner du temps et de tenter de témoigner de l'innocence de Renesmée avant que les Volturi ne tuent l'ensemble de la famille. Alice et Jasper s’enfuient en secret, tandis que les modificateurs apportent leur soutien aux Cullen. Le clan de Denali rencontre Renesmée et comprend qu’elle n’est pas un enfant immortel. Edward leur annonce que tous les Volturi sont en route. Eleazar prend conscience qu’une fois par siècle environ, Aro se déplace en personne pour rendre justice et épargne un vampire dont il souhaite s’approprier le pouvoir.
Trente-deux Volturi arrivent, soit largement plus que les dix-neuf alliés (et sept témoins passifs) du côté Cullen. Edward prévient ses alliés que Caïus et Aro viennent dans l’objectif d’exécuter les Cullen et non de rendre justice : ils ont préparé plusieurs stratégies pour les provoquer à l’attaque et justifier la sanction. Caïus interroge Irina, qui a dénoncé les Cullen. Irina admet s’être trompée. Aro, Caïus et Marcus délibèrent, le jugement des enfants immortels n’étant plus applicable. Aro affirme alors que si la création d’un enfant hybride n’est pas interdite, elle peut quand même être un danger puisqu’on ne connaît rien de son espèce ; les Cullen et leurs alliés comprennent que la bataille est inévitable. Alice et Jasper apparaissent en lisière du champ, accompagnés de trois amazones inconnues. Deux de leurs compagnons sont Huilen, une vampire, et Nahuel, un hybride comme Renesmée. Nahuel donne de nombreux détails sur sa vie d’hybride, prouvant l’innocence de Renesmée.
Les vampires quittent donc la région, rendant leur vie normale aux Cullen.

### Fictions dérivées

#### L'Appel du sang, la seconde vie de Bree Tanner
Comme son nom l'indique, cette nouvelle se focalise sur Bree Tanner — il est d'ailleurs écrit de son point de vue, une vampire apparaissant dans Hésitation, roman dans lequel elle est tuée (au sens de l'élimination définitive d'un vampire) peu après son apparition. La nouvelle raconte la difficile cohabitation des vampires nouveau-nés créés par Victoria dans le but de détruire Bella. Bree doit survivre dans cet univers de violence. Elle parvient tout de même à se faire un ami, Diego.
Il est publié en France le 5 juin 2010. Deux jours plus tard, Meyer en met gratuitement une version électronique en ligne sur son site web.

#### Vie et mort: Twilight
Le 6 octobre 2015, Little, Brown and Company publie une réédition des romans Twilight sous le nom Vie et Mort. Cette nouvelle édition comporte une réécriture de près de 400 pages du premier roman, dans lequel Edward et Bella changent de genre et deviennent Edythe et Beau.

#### Midnight Sun
Le roman raconte l'histoire de Fascination, du point de vue d'Edward Cullen.
Alors qu'ils n'étaient pas entièrement écrits, les 12 premiers chapitres ont été publiés sur Internet. Stephenie Meyer annonce alors sur son site web que cette action l'a provisoirement dissuadée de continuer l'écriture. Comme la diffusion des premiers chapitres était impossible à arrêter, elle préféra les rendre elle-même téléchargeables. En 2008, elle envisage de reprendre l'écriture du livre une fois suffisamment de temps écoulé. Elle n’en donne aucune nouvelle jusqu’à mai 2020, quand elle annonce soudainement la sortie du roman le 4 août 2020.

### Secrets de la sagaTwilight: le Guide officiel illustré
Le 5 octobre 2010, Little, Brown et Company annoncent la sortie de Secrets de la saga Twilight, une encyclopédie de référence sur la série incluant des profils de personnages, des cartes, des passages supprimés, des interviews de Meyer, des arbres généalogiques et près de 100 illustrations en couleur. Le livre est publié le 12 avril 2011. Il est en première place de la liste des best-sellers du New York Times dès la semaine de sa publication et y reste trois semaines d’affilée,,.

### Forever Dawn
Forever Dawn est un prototype de la suite de Fascination. Son intrigue a finalement été en grande partie reprise dans Révélation. Stephenie Meyer ne le publie pas, d'une part, parce qu'elle souhaite finalement écrire plus de deux tomes, d'autre part, parce qu'il est trop sombre pour son lectorat ; elle offre le manuscrit à sa sœur. Elle mentionne sa volonté de publier des extraits, sans finalement le faire.

## Personnages principaux

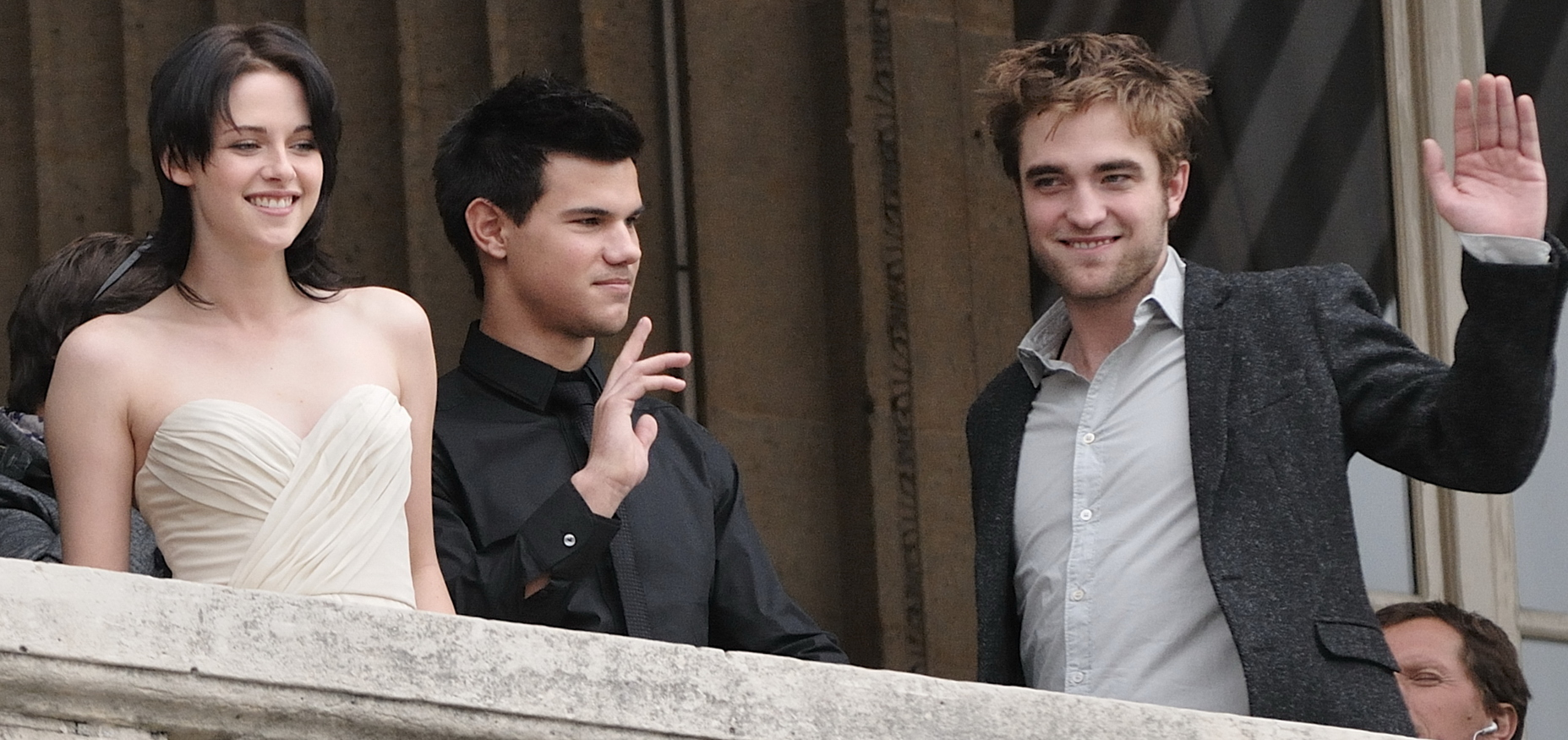
Les acteurs principaux des films Kristen Stewart (Bella), Taylor Lautner (Jacob) et Robert Pattinson (Edward) en 2009.

Bella Swan a 17 ans au début de la série. Elle est taciturne, comme son père. Elle se démarque par sa maladresse. Aucun pouvoir psychique ne semble fonctionner sur Bella lorsqu'elle est humaine : du moins, pas celui d'Edward, d'Aro ou de Jane. Humaine comme vampire, Bella a un pouvoir de « bouclier », c’est-à-dire qu’elle a un pouvoir uniquement défensif. Après sa transformation, elle peut protéger les autres comme elle-même.
Edward Cullen, de son nom humain Edward Anthony Masen Junior, est un vampire né en 1901 à Chicago. Il est transformé à dix-sept ans par Carlisle Cullen, qui veut lui éviter de mourir de la grippe espagnole. Il a un pouvoir de télépathie qui fait effet à plusieurs kilomètres. Il finit par épouser Bella et par avoir une fille avec elle, Renesmée Cullen.
Jacob Black est un loup-garou, adolescent quileute ayant grandi à Forks. Il tombe amoureux de Bella, qui le considère comme son petit frère. Dans Révélation, Jacob s'imprègne de la fille de Bella et Edward, Renesmée, ce qui lui permet d'oublier ses sentiments pour Bella.

## Univers

### Espèces

#### Vampires
La vulnérabilité des vampires au soleil est un mythe. Les vampires ne dorment par ailleurs jamais. Les vampires sont les ennemis naturels des loups-garous et en sont les uniques prédateurs, d'après les légendes quileutes, qui leur donnent le nom de Sang-froid. Les vampires peuvent manger de la nourriture humaine, mais y prennent autant de plaisir qu'un humain à manger de la terre ; Edward explique que le terme de « vampires végétariens » est une blague de la famille Cullen.

#### Métamorphes
D'après les mythes de la réserve, l'arrière-grand-père de Jacob Black aurait lui-même négocié l'accord bannissant les vampires, ou Sang-froid, des terres quileutes. Ces vampires ne s'attaquent pas aux humains : l'aïeul Black conclut donc un traité avec eux, s'engageant à ne pas les chasser tant qu'ils ne s'aventurent pas sur les terres de la réserve. Jacob révèle alors que ces vampires sont la famille Cullen. Leur forme animale est décrite comme « cinq fois plus grosse » que leur forme humaine. À la transformation, leurs vêtements sont détruits. Les loups peuvent être blessés, mais guérissent très vite.
Contrairement aux métamorphes, les Enfants de la Lune, ou loups-garous, sont décrits comme les plus farouches ennemis des vampires depuis la nuit des temps. Caïus affirment que les vampires ont dû les chasser jusqu’à les exterminer, au moins en Europe et en Asie. Edward les différencie des modificateurs quileutes, qui se transforment quand ils le veulent et ne peuvent pas infecter quelqu’un pour le transformer à son tour. Les Enfants de la Lune sont généralement solitaires et ne peuvent pas se contrôler. Ils terrifient Caïus, qui a failli perdre un combat contre l’un d’entre eux. Ils se transforment à la pleine lune, mais ne peuvent pas être arrêtés par des balles d’argent : il s’agit d’un mythe inventé par les humains pour se rassurer.

### Lieux

#### Forks
Forks est une bourgade américaine de la côte nord-ouest du Pacifique, située à l'ouest de Seattle, dans la péninsule Olympic, tout près de la frontière canadienne, dans l'État de Washington.

##### Centre-ville

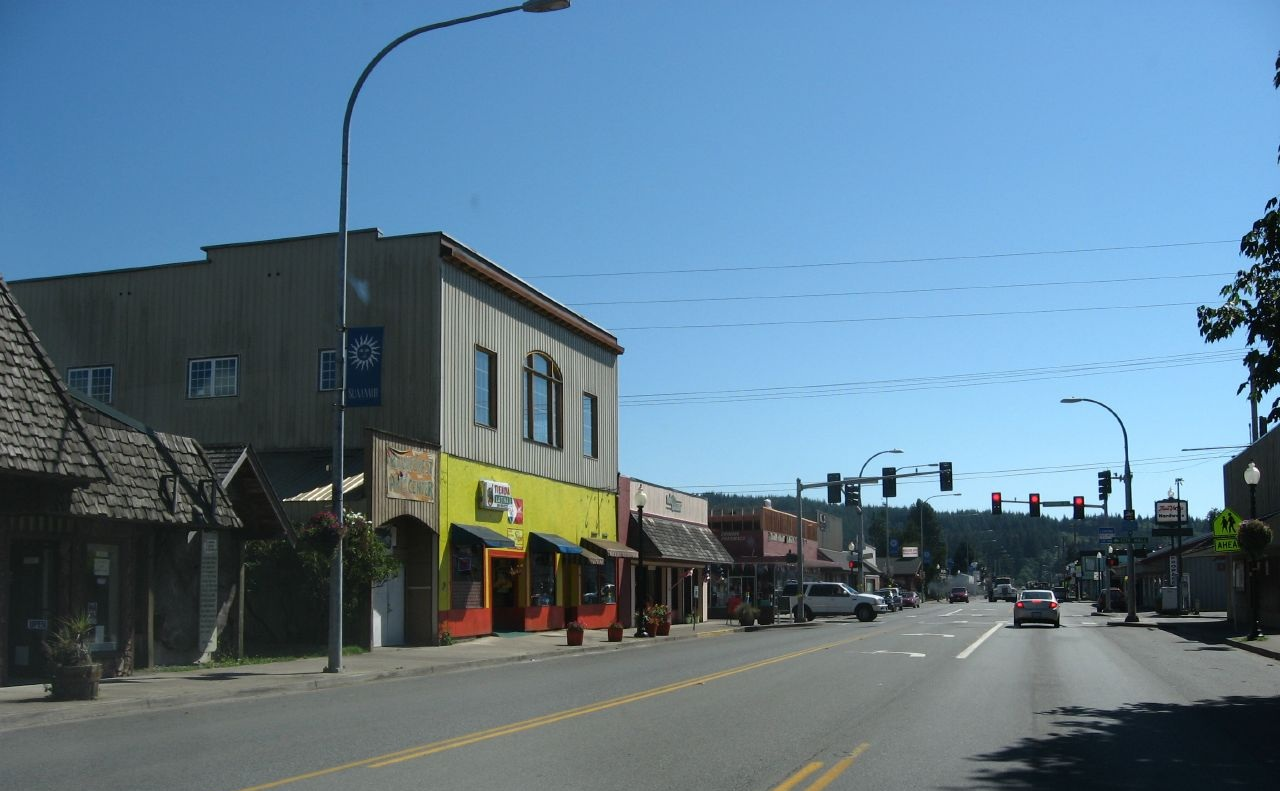
Ville de Forks, lieu clef de l'histoire.

Dans les livres, le père de Bella, Charlie, vit au centre de cette ville, décrite comme « une bourgade insignifiante [...] où la couverture nuageuse est quasi constante ». C'est là que se déroule l'essentiel de l'histoire.
Le succès de Twilight a eu pour conséquence une augmentation du tourisme des fans des romans dans la ville de Forks . Forks reçoit en moyenne 8 000 touristes chaque mois et a été décrite comme la Mecque des Twilighters. À l’annonce des plans de rénovation du lycée de Forks, les fans de Twilight ont participé à une collecte de dons pour sauvegarder les murs en brique du bâtiment.
Le magasin des Newton s'appelle Chez Newton. Au Nord de la ville, il se targue d'être « Le Spécialiste des activités de plein air ». Le Lodge est le seul restaurant à proprement parler de Forks, que Bella trouve trop cher et vulgaire, tandis que son père adore s'y rendre. Il est décoré d'un wapiti empaillé et sert des côtelettes.

##### Maison des Swan
Les Swan vivent dans une maison de trois pièces, achetée par Charlie et Renée, les parents de Bella, au début de leur mariage. Dans cette maison, Bella a la grande chambre à l'ouest du premier étage. Elle a des « murs bleu clair, [un] plafond incliné, [des] rideaux de dentelle jaunie à la fenêtre ».

##### Maison des Cullen
La maison des Cullen est au nord de Forks, au milieu de la forêt, au bout d’un chemin de terre dissimulé. Il s’agit d’une villa blanche à trois niveaux, rectangulaire et visiblement ancienne. Le rez-de-chaussée est entièrement ouvert. La façade sud est remplacée entièrement par des vitres, le jardin s’étendant jusqu’à la rivière. Un escalier à révolution occupe l’ouest de la salle. La pièce entière est dans des tons très clairs, y compris les hauts plafonds dont les poutres sont apparentes. La pièce est décorée de tapis. Une estrade soutient un immense piano à queue.
Le bureau de Carlisle a un plafond haut et de grandes fenêtres donnant sur l'Ouest. Les murs sont couverts de bois sombre et d'imposantes bibliothèques. Un mur en particulier est orné de nombreux tableaux de styles et de tailles très variables.
La chambre d'Edward donne sur le sud et a une façade toute en verre. Un mur est entièrement tapissé d'étagères de CD, avec une chaîne sophistiquée dans un coin. Il n'y a pas de lit, mais un canapé en cuir noir. Le sol est couvert d'une épaisse moquette dorée et les murs sont décorés de tentures également dorées. Edward réaménage complètement sa chambre pour Bella dans le troisième tome. Il déplace les meubles et y installe un lit à baldaquin immense.

##### Cottage des Cullen
Le cottage de Bella et Edward se situe dans une clairière perdue dans les bois entourant Forks. Il est tout en pierre et un de ses murs est couvert de chèvrefeuille ; les tuiles sont en bois. Un petit jardin décore les abords du cottage. Il s'agit d'une vieille maison, qui tombe en ruine depuis plus d'un siècle, mais qu'Esmé a rénovée pour le plaisir. Le sol est fait de pavés bruts et le plafond, assez bas pour que Jacob doive s'y déplacer voûté, est constitué de grosses poutres. Les meubles sont éclectiques, pourtant harmonieux, avec notamment une bibliothèque italienne très fournie et quelques tableaux provenant de la collection de Carlisle.

##### Clairière
La clairière où Bella découvre que la peau des vampires brille au soleil est un lieu rêvé par Stephenie Meyer ; c'est ce rêve qui pousse l'auteur à se lancer dans l'écriture d'un roman. La clairière se trouve à dix kilomètres de marche de la route la plus proche. Elle est décrite ainsi :

« Franchissant la dernière rangée de fougères, j'entrai dans l'endroit le plus ravissant du monde. La clairière, petite et parfaitement ronde, était tapissée de fleurs violettes, jaunes et blanches. À quelques mètres de là, murmurait un ruisseau. Le soleil tombait droit sur nous, noyant la place sous un halo de lumière mordorée. Intimidée, j'avançai lentement dans l'herbe tendre, les pétales chatoyants, l'air tiède et doré. »

— Fascination, Chapitre 12

#### La Push

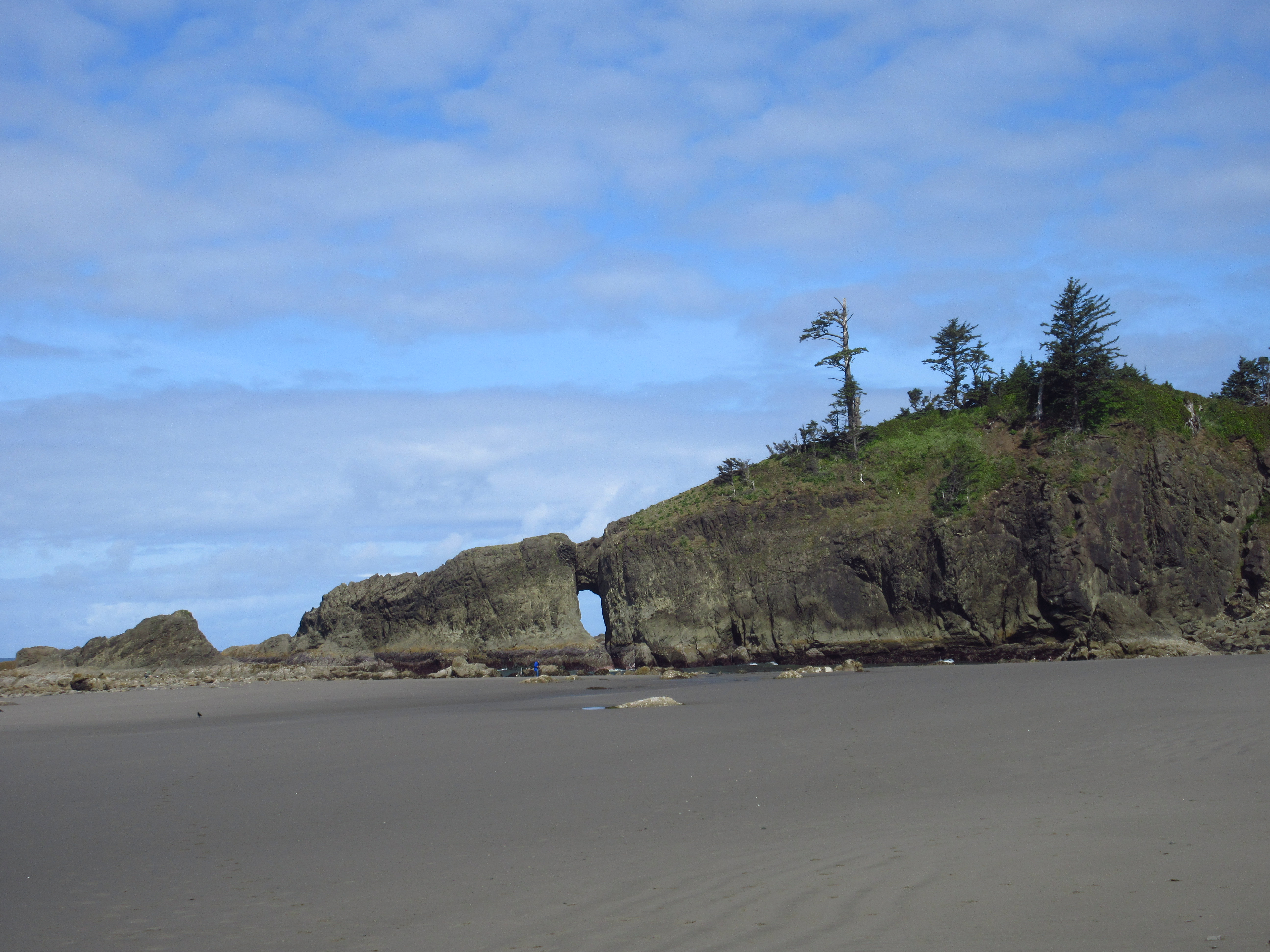
Plage de La Push.

La Push est « la minuscule réserve indienne située sur la côte » où vivent les Quileutes. Les lycéens se rendent à la réserve pour sortir à la plage. La Push semble comporter plusieurs plages ; celle où se rendent les lycéens pour fêter le printemps s'appelle First Beach. Elle mesure deux kilomètres de longueur.
La réserve se trouve à 25 km de Forks. La route menant de la ville à La Push est bordée de forêts et croise deux fois la rivière Quillayute.
La maison en rondins des Black se situe à La Push. Elle est petite et ornée de fenêtres étroites ; ses façades étaient peintes en rouge, mais la peinture est abîmée.
La maison d'Emily et Sam Uley est minuscule. Elle a des murs gris défraîchis et une porte bleue délavée, ainsi qu'une unique fenêtre. Emily s'y consacre au jardinage, faisant pousser des soucis colorés sous sa fenêtre. La pièce principale est un salon ouvert sur la cuisine, qui a un plancher et des placards clairs. Elle décore sa table à manger d'un broc rempli de fleurs des champs.

#### Autres lieux de l'État de Washington
Plusieurs scènes des romans se déroulent à Port Angeles, présentée comme un « joli petit piège à touristes » et ville commerçante la plus proche de Forks.
Pour certaines occasions, les personnages se rendent à Seattle.

#### Volterra

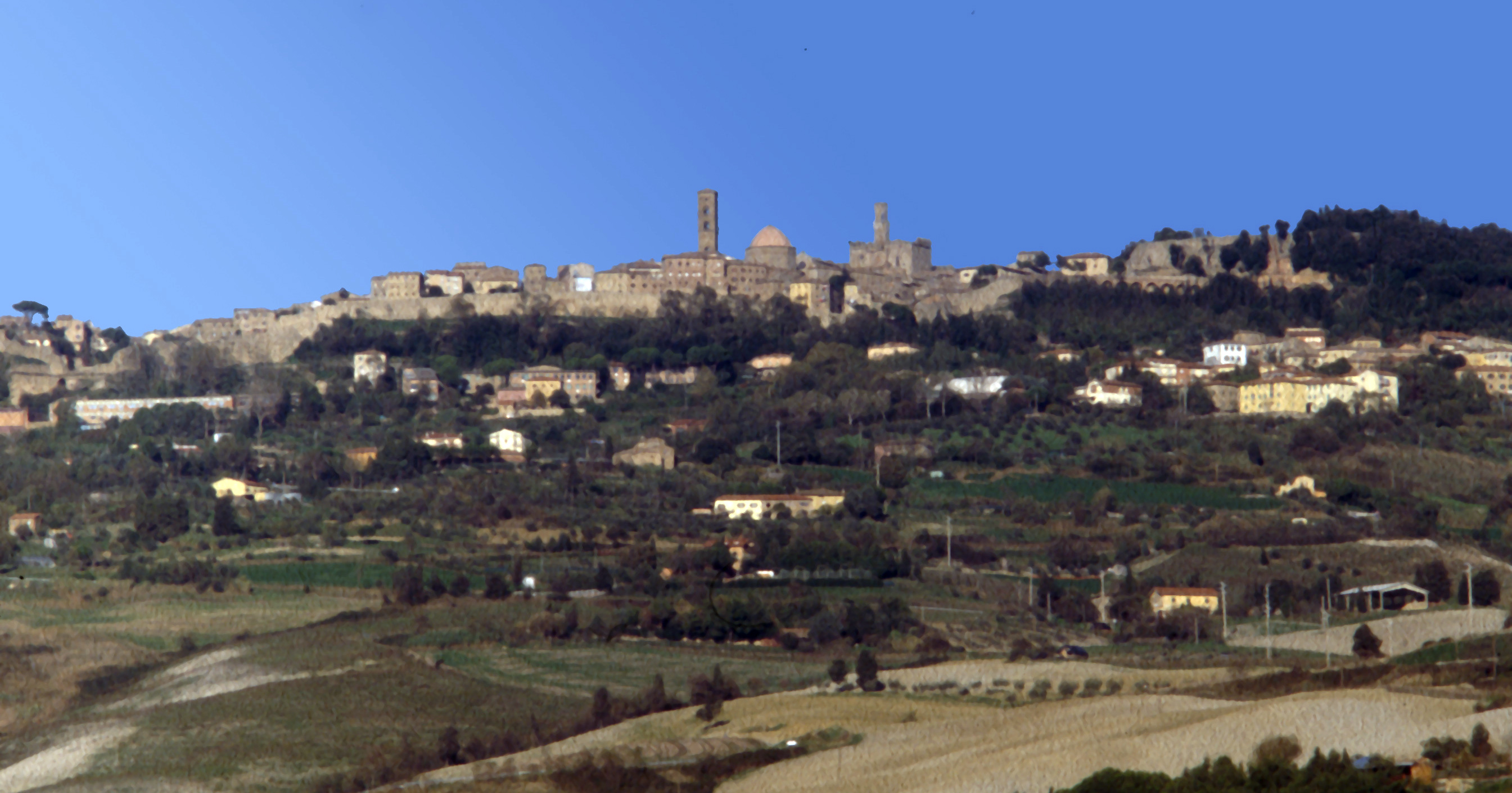
La ville de Volterra, en Italie.

Volterra est une ville perchée sur une colline, entourée de remparts antiques et de tours couleur sienne.
L'antre des Volturi est accessible en se glissant dans un trou de la chaussée, similaire à une bouche d'égout donnant sur un ensemble de tunnels sombres. Au bout du souterrain, il y a une grille imposante ainsi qu'une petite porte grillagée débouchant dans une grande salle lumineuse. De l'autre côté de la pièce, il y a une nouvelle porte de bois. Un ascenseur mène ensuite à une réception de bureau chic, décorée d'une épaisse moquette vert foncé et de tableaux représentant des paysages toscans et sans fenêtres. Un ensemble de couloirs et de pièces somptueuses mène enfin à une salle en pierre sombre et froide qui donne sur une pièce caverneuse ronde et bien éclairée par des longues meurtrières très hautes. Les seuls meubles sont des trônes de bois épousant l'arrondi des murs et une légère dépression dans le sol.

#### Autres lieux
La mère de Bella, et sa fille avant le début des romans, vit à Phoenix. Au début des romans, elle déménage temporairement en Floride avec son nouveau compagnon, Phil, un joueur de baseball professionnel.

## Genre littéraire
La série Twilight est au croisement des genres littérature Young Adult, fantasy et romance. Meyer elle-même qualifie son premier roman de « suspense romance horreur comédie ». Elle ajoute qu’elle considère que ses romans tombent surtout dans la catégorie romance. L’histoire se concentre, en effet, essentiellement sur l’histoire d’amour difficile entre Bella et Edward, ainsi que sur le triangle amoureux formé avec Jacob. Les romans évitent de parler de sexualité, de drogue ou d’utiliser du langage obscène, Meyer estimant que « les adolescents n’ont pas besoin qu’on leur raconte du sexe ». Meyer affirme que ses livres parlent « de vie, pas de mort » et « d’amour, pas de désir ».

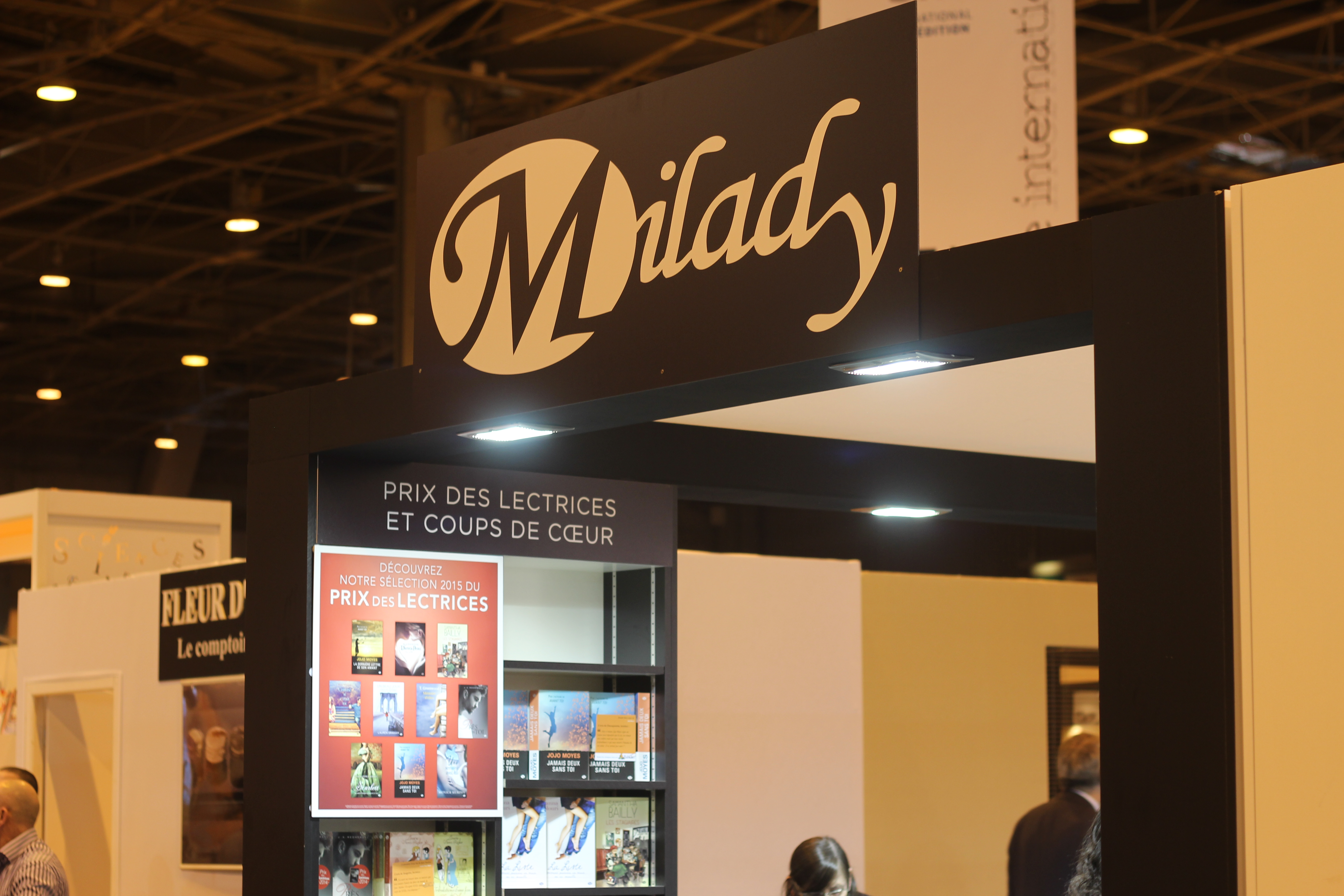
Stand du label Milady au Salon du Livre de Paris en 2015.

Le terme de bit lit est inventé en 2008 par les directeurs éditoriaux de la maison d'édition française Milady pour définir a posteriori la série Twilight et les ouvrages qu'elle a inspirés ou remis sur le devant de la scène,. Si le terme est inventé à la suite de la réussite de Twilight, il s'applique à de nombreuses séries plus anciennes, comme Journal d'un vampire, La Communauté du Sud ou encore Buffy contre les vampires. La série est rejetée par une partie des fans du genre, le genre étant habituellement très érotisé et donc adapté à un public très différent.
Twilight est aussi comparé à la chick lit, qui ne touche cependant normalement pas aux sujets fantastiques. Il s'apparente plutôt à la romance paranormale, dans la continuité des romans Harlequin. Il s'inspire également de la littérature courtoise, qui date du Moyen Âge, en particulier avec sa figure du puer senex, le « jeune homme vieux » que représente Edward avec son siècle de sagesse et sa beauté d'adolescent.
Twilight fait naître tout un courant littéraire mélangeant vampires et romantisme pour adolescentes, ce qui était jusque-là essentiellement réservé au Journal d'un vampire. En fait, notamment la partie Les Vampires de Manhattan, qui reçoit un accueil très positif.

## Thèmes

### Inspiration
Chaque livre de la série s’inspire librement d’un classique littéraire. Le premier tome se base sur Orgueil et Préjugés de Jane Austen, Tentation s’appuie sur Roméo et Juliette de William Shakespeare. Hésitation s’inspire de l’ouvrage Les Hauts de Hurlevent d'Emily Brontë et le dernier tome reprend les idées de la comédie Le Songe d'une nuit d'été, également par Shakespeare.
Meyer affirme également avoir été très influencée par Orson Scott Card et par le roman Anne… la maison aux pignons verts. Les Cullen sont créés à partir de la propre famille de Meyer et des X-Men. Meyer mentionne enfin l’influence de Jane Eyre, de la chaîne de télévision HGTV et des films Iron Man, Baby Mama, L'Incroyable Destin de Harold Crick et Quelque part dans le temps.
Isabelle Rachel Casta, chercheuse en littérature notamment fantastique, affirme que l'œuvre se réclame de la littérature courtoise moyenâgeuse, récupérant en particulier les thèmes de vie et de mort comme dans Tristan et Iseut.

### Religion
Meyer appartient à l'Église de Jésus-Christ des saints des derniers jours et affirme que la foi a influencé ses écrits. Elle dit que ses personnages tendent à faire preuve de beaucoup d'introspection en raison de cette influence religieuse. Elle évite également le sujet de la sexualité, malgré la nature romantique des romans. Elle affirme qu'elle ne cherche pas à ajouter une influence mormone à ses romans, ni à promouvoir l'abstinence sexuelle et la pureté spirituelle, mais que ses romans sont naturellement influencés par ses convictions.
Angela Aleiss, de Religion News Service, souligne que la religion mormone autorise l'avortement en cas de danger pour la mère, ce qui est bien le cas dans les romans : le message anti-avortement du dernier tome n'est donc pas d'ordre purement religieux.
Lucie Bernard, chercheuse en littérature jeunesse anglophone, note l'influence de la religion mormone en particulier dans la préparation des noces et du mariage par la famille du marié ; en effet, Alice, la sœur du marié, s'occupe de toute la préparation de Bella, allant jusqu'à choisir la lingerie qu'elle doit porter pendant le voyage de noces.

### Rapport à l'amour
L’idée de choix et de libre arbitre est au cœur de la série. Meyer affirme que les romans tournent autour de deux choix principaux : celui de Bella, qui veut vivre comme elle l’entend, et celui des Cullen, qui refusent d'accéder à sa volonté d'être transformée. Elle affirme qu’il s’agit de « la métaphore suivie de [ses] vampires » : le fait qu’où qu’on soit et quelle que soit notre nature innée, on peut toujours choisir de s’en éloigner.
Les romans analysent également en détail les conduites à risque associées aux problématiques de séparation forcée entre Bella et Edward. Bella se met, en effet, en danger parce qu'elle est en profonde détresse en raison de l'incapacité d'Edward à la protéger lorsqu'il se sépare d'elle.
Isabelle Rachel Casta explique le succès de la série par sa description de l'amour éternel. Le cœur de cible des romans appartient, statistiquement, à deux tiers à des familles monoparentales ou recomposées. Les lectrices voient les adultes de leur entourage échouer à maintenir leurs relations amoureuses, et d'après Casta, Stephenie Meyer leur propose avec Twilight une fable d'amour éternel et inconditionnel avec le prince charmant.

### Comparaison avecHarry Potter
La popularité de Twilight est souvent comparée avec celle de la série Harry Potter en raison de leurs audiences similaires,. Le Phoenix New Times estime que les fans de Meyer rappellent les fans de Harry Potter. Le Daily Telegraph qualifie Twilight de successeur spirituel de Harry Potter. Rebekah Bradford, du Post and Courier, ajoute que la série touche de nombreux publics, comme les romans Harry Potter avant eux. D’après le Daily Telegraph, de nombreux fans pourraient dire que la série Twilight a « comblé le vide laissé par Harry Potter ».
Meyer a refusé ces comparaisons. Elle y répond que s’il est flatteur d’être comparée à J. K. Rowling, il n’y aura jamais une autre Rowling. Elle ajoute que leurs audiences respectives souhaitent toutes deux voyager et s’investir dans les mondes fictifs créés pour elles, ce qui les rapproche malgré le peu de points communs entre les deux autrices.

## Accueil

### Accueil critique
L’accueil critique de Twilight est particulièrement inégal : les romans deviennent rapidement très populaires et tout aussi critiqués. The Times fait l’éloge de la série, affirmant qu’elle retranscrit parfaitement le sentiment adolescent de tension sexuelle et d’aliénation. Lev Grossman affirme que les livres rappellent le monde de la fanfiction, mais reste positif et compare la série à celles du Seigneur des Anneaux et de Harry Potter.

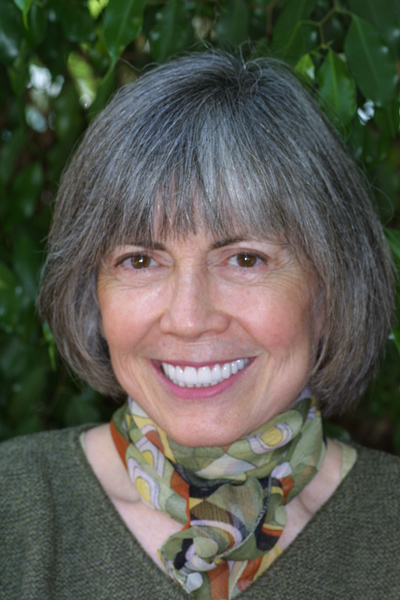
Anne Rice en 2006.

Entertainment Weekly appelle Meyer l’autrice de romans de vampires la plus populaire depuis Anne Rice, tandis que le New York Times décrit Twilight comme un phénomène littéraire. Matt Arado, du Daily Herald, affirme que les romans Twilight sont le phénomène littéraire le plus connu depuis les romans Harry Potter.
De nombreux critiques remarquent aussi la communauté de fans des ouvrages, très active en ligne et parfois même comparée à une secte. En dehors de ces larges groupes de fans, le plus souvent composés d’adolescentes, les romans ont une audience plus étendue : Crystal Mack, du Daily Herald, affirme que les garçons et les adultes quel que soit leur genre participent aussi à leur popularité.

### Ventes
La semaine de sa sortie, Tentation est en cinquième position de la New York Times Best Seller list pour les livres jeunesse à chapitres, et prend la première place la semaine suivante, y restant onze semaines. Au total, l’ouvrage passe plus de 50 semaines sur la liste. Après la sortie d'Hésitation, les trois premiers tomes passent 143 semaines en cumulé dans la liste des best-sellers du New York Times. Le quatrième tome est imprimé à 3,7 millions d’exemplaires, dont 1,4 million sont vendus le premier jour, un record pour Hachette Livre. La saga, très populaire parmi les lectrices adolescentes, s'est vendue à plus de 100 millions d'exemplaires dans le monde dont 48 millions aux États-Unis et 4,6 millions en France. Si la série est presque immédiatement populaire en Europe, elle tarde à se faire connaître en France, où elle gagne en notoriété seulement à la sortie de Révélation.
En France, le premier tome sort sans aucun plan marketing chez Hachette Jeunesse, d'où le succès tardif dû exclusivement au bouche-à-oreille. Le bouche-à-oreille sur Internet est un élément très important de la popularité des romans dans le monde entier. La place d'Internet marque un tournant dans le marketing de la littérature jeunesse, dépassant de loin l'impact de tous les efforts marketing envisageables. L'histoire se diffuse via des blogs, des forums et des fanfictions. La série s'appelle Saga du désir interdit, mais les fans utilisent son nom anglais et le nom français finit par disparaître y compris chez Hachette.
Le succès de Twilight cause une forte hausse des ventes des éditions des Hauts de Hurlevent, que Stephenie Meyer cite régulièrement dans les romans ; une réédition du roman en anglais professe en page de couverture qu'il s'agit du roman favori de Bella et d'Edward.

### Distinctions
En 2008 et 2009, les quatre tomes de la série prennent les quatre premières places de la liste des best-sellers de USA Today, faisant de Meyer la première autrice à occuper les trois places du podium simultanément,.
En 2009, la série gagne le Kids' Choice Awards du Meilleur Livre, battant la série Harry Potter.
Le 5 novembre 2019, BBC News ajoute la série Twilight à sa liste des 100 romans qui ont eu le plus d’influence sur le monde moderne.

## Critiques

### Mauvaise image des romans
À la sortie des premiers livres, les commentaires du lectorat sont unanimement positifs. De 2006 à 2007 paraissent les premiers avis négatifs, et en 2009, l'œuvre reçoit des avis généralement négatifs, les personnes ayant apprécié leur expérience de lecture commençant à s'en excuser. Un décalage conséquent entre expérience de lecture et image publique apparaît sur les sites de lecture comme Babelio, où les avis les plus négatifs sont beaucoup plus recommandés que les avis positifs.
Sur YouTube s'organisent des Book Burning Parties (« Autodafés festifs ») lors desquelles des personnes se filment en train de brûler les livres de la saga. Des mouvements d'anti-fan se développent et s'organisent en communautés. Ils ont lu tous les romans, vu tous les films, et les critiquent et s'en moquent ouvertement. Souvent, ces personnes critiquent les fans de Twilight, par exemple en s'appuyant sur leurs fautes d'orthographe, ou utilisent des figures d'autorité, en particulier Stephen King qui a critiqué la saga.
Du côté des universités, la tradition peine à laisser la place à la littérature de divertissement adolescent contemporain. Les études de Twilight et d'œuvres similaires se résument souvent au travail des aca-fans.
Les critiques faites aux romans s'expliquent en partie par le discrédit qui touche l'ensemble de la littérature sentimentale pour jeunes filles. De nombreux commentaires homophobes et sexistes peuvent être retrouvés dans les critiques des anti-fans les plus excessifs. La passivité de Bella est immédiatement imputée aux lectrices, souvent également accusées d'hystérie. La série appartient également plus généralement à un genre peu respecté, celui du roman d'amour.

### Faiblesse de l'écriture
Le style d'écriture de Stephenie Meyer a été critiqué. Stephen King affirme dans un tweet que Stephenie Meyer ne sait pas écrire,. Il ajoute cependant comprendre l'intérêt des fans pour la série, voyant que Meyer parvient à concilier amour et sexualité de façon excitante, mais non menaçante pour toute une génération d'adolescentes.
L'acteur Robin Browne compare Harry Potter et Twilight, disant que le premier parle de confronter ses peurs, de trouver sa force intérieure et de combattre l'adversité, tandis que Twilight parle de l'importance d'avoir un copain. Laura Miller, journaliste à Salon.com, écrit que les personnages n'ont aucune personnalité et que l’histoire serait bien plus convaincante si elle n'associait pas l'importance de la beauté intérieure tout en insistant sur la beauté bien extérieure d'Edward.
La chercheuse Isabelle Rachel Casta, quant à elle, commente que les repères utilisés par Stephenie Meyer sont « extrêmement lettrés et subtils » et que la faiblesse du style s'explique au moins en partie par les contraintes des maisons d'éditions, qui imposent l'utilisation de phrases courtes et simples dans les romans pour jeunes femmes américaines.

### Misogynie

#### Maltraitance
Les livres ont souvent été qualifiés de misogynes, en ce qu'ils idéaliseraient une relation présentant des situations de maltraitance émotionnelle et physique,,. La relation de Bella et d’Edward remplit l’intégralité des quinze critères de la National Domestic Violence Hotline pour identifier une relation abusive. Un bibliothécaire affirme ne pas vouloir mettre Twilight en prêt, estimant que les romans normalisent des comportements abusifs et en particulier le stalking. Plusieurs psychologues s’insurgent, eux aussi, contre les violences conjugales présentées dans les romans,,,.

#### Caractérisation du personnage principal
Bella Swan est présentée comme fragile, délicate, désirable et s'épanouit dans la sphère du foyer, entre lecture et activités ménagères, en particulier en cuisinant tous les dîners de son père. Edward, quant à lui, est décrit comme fort, dangereux, désirant et dominateur. D'autres auteurs commentent que Bella illustre le complexe de Cendrillon, restant une « gentille fille » très passive, à l'opposé d'autres figures du genre comme Hermione Granger et Katniss Everdeen.
Bella Swan est également conçue comme une « page blanche », un personnage volontairement dénué de caractéristiques physiques ou morales trop originales afin de permettre au lectorat de s'identifier à elle plus facilement. Cela peut expliquer de façon plus positive la fadeur du personnage principal, et encourage plus de créativité dans le monde de la fanfiction.
Bitch Magazine affirme que l’abstinence forcée de Bella l’objectifie autant que si l’ouvrage était ouvertement érotique : la perte de virginité de Bella lui fait perdre son identité et jusqu’à sa vie. Bella n'est par ailleurs jamais décrite comme belle jusqu'à l'occasion de son mariage, et quelques jours plus tard, la perte de sa virginité la rend hideuse et maladive.

#### Autres accusations de sexisme
Ms. déclare que Twilight promeut une relation abusive et une morale anti-avortement. Cependant, d’autres critiques dont Angela Aleiss de Religion News Service soulignent que la religion mormone autorise l’avortement en cas de danger pour la mère, ce qui est bien le cas dans les romans.
Meyer, qui revendique son choix d'être femme au foyer, répond à ces critiques que les romans se concentrent sur le choix de Bella, ce qu’elle perçoit comme fondamentalement féministe, et que l’image de demoiselle en détresse de Bella n’est due qu’à sa nature humaine et non à sa personnalité. Elle ajoute que Bella ne mérite pas d’être critiquée « juste parce qu’elle ne fait pas de kung fu et qu’elle cuisine pour son père ». Bella fait effectivement de nombreux choix indépendants, dont celui de déménager, celui de combattre des personnes qui veulent la tuer, et celui de devenir une vampire pour pouvoir être à égalité avec son compagnon,.
L'histoire n'est finalement pas tant sexiste qu'ancrée dans un monde où le patriarcat, la violence dans les relations amoureuses et l'objectification sexuelle sont tenus pour acquis. Dans Twilight, la femme est l'héroïne, échappant à des tropes extrêmement communs comme celui de la femme dans le frigo. Lucie Bernard ajoute, au sujet de cette approche active dans un monde sexiste, bien que sans remise en cause de l'ordre établi, que « les adolescentes auront besoin de ces histoires tant qu'elles se sentiront exposées à la violence dans le cadre de relations hétérosexuelles ». Dans sa thèse, Bernard indique que Twilight ne cherche pas à questionner le genre féminin, mais à mettre en scène « une féminité présentée comme absolue et naturelle »  ; le discours sur le genre est très normatif.

### Critique de l'image des vampires

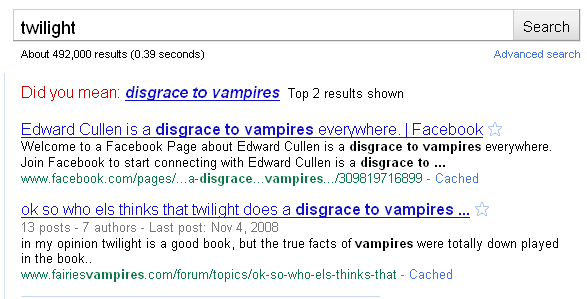
Montage photo sur lequel la recherche Google pour « Twilight » donne comme résultat : « voulez-vous dire : honte aux vampires », montrant deux résultats de recherche affirmant qu'Edward Cullen (pour l'un) et Twilight (pour l'autre) font honte aux vampires.

De nombreux critiques ont reproché à Twilight de dénaturer l'image des vampires. Les romans parlent de vampires, mais les vampires de Twilight sont différents de ceux des mythes classiques. Les vampires de Twilight ne craignent pas le soleil, ils y brillent ; ils peuvent boire du sang d’animal ; et ils ont des dents très fortes, plutôt que des crocs. Meyer commente qu’elle ne s’est pas renseignée sur la nature des vampires, n’ayant pas cherché à les comparer à ceux d’autres auteurs avant de savoir que ses romans seraient publiés et ne voulant pas recommencer son travail une fois qu’elle l’avait confirmé.
Des critiques ont reproché à la saga de Stephenie Meyer d'avoir sorti le vampire des cercles de connaisseurs. En effet, les fans de la saga ne lisent généralement ces livres que pour l'histoire d'amour. Cela signifie qu'ils ne liront pas de romans plus « classiques » sur le vampirisme, propageant ainsi une vision faussée et édulcorée du mythe dans la société.
Si chaque auteur parlant de vampires a créé ses propres spécificités, la différence essentielle entre les vampires de Meyer et ses prédécesseurs est une différence de genre : on n'est plus dans le domaine de l'horreur, mais dans celui de la romance, ce qui rejoint l'humanisation des vampires déjà amorcée par Anne Rice.

### Accusation de plagiat
En août 2009, l’actrice Jordan Scott accuse Stephenie Meyer d'avoir plagié son roman The Nocturne dans son tome 4, Révélation (Breaking Dawn). Sa plainte vise, dans l'immédiat, à faire suspendre les ventes du tome 4 et geler son adaptation en film. Toutefois, ses chances d'aboutir apparaissent faibles, essentiellement parce que Meyer avait déposé Forever, Dawn sous droits d'auteur dès 2004, alors que les éléments d'intrigue de The Nocturne n'ont été publiés qu'en 2008. Or, les éléments-clés de l'intrigue du tome 4 apparaissaient déjà dans le prototype de  Forever, Dawn.

### Manque de diversité

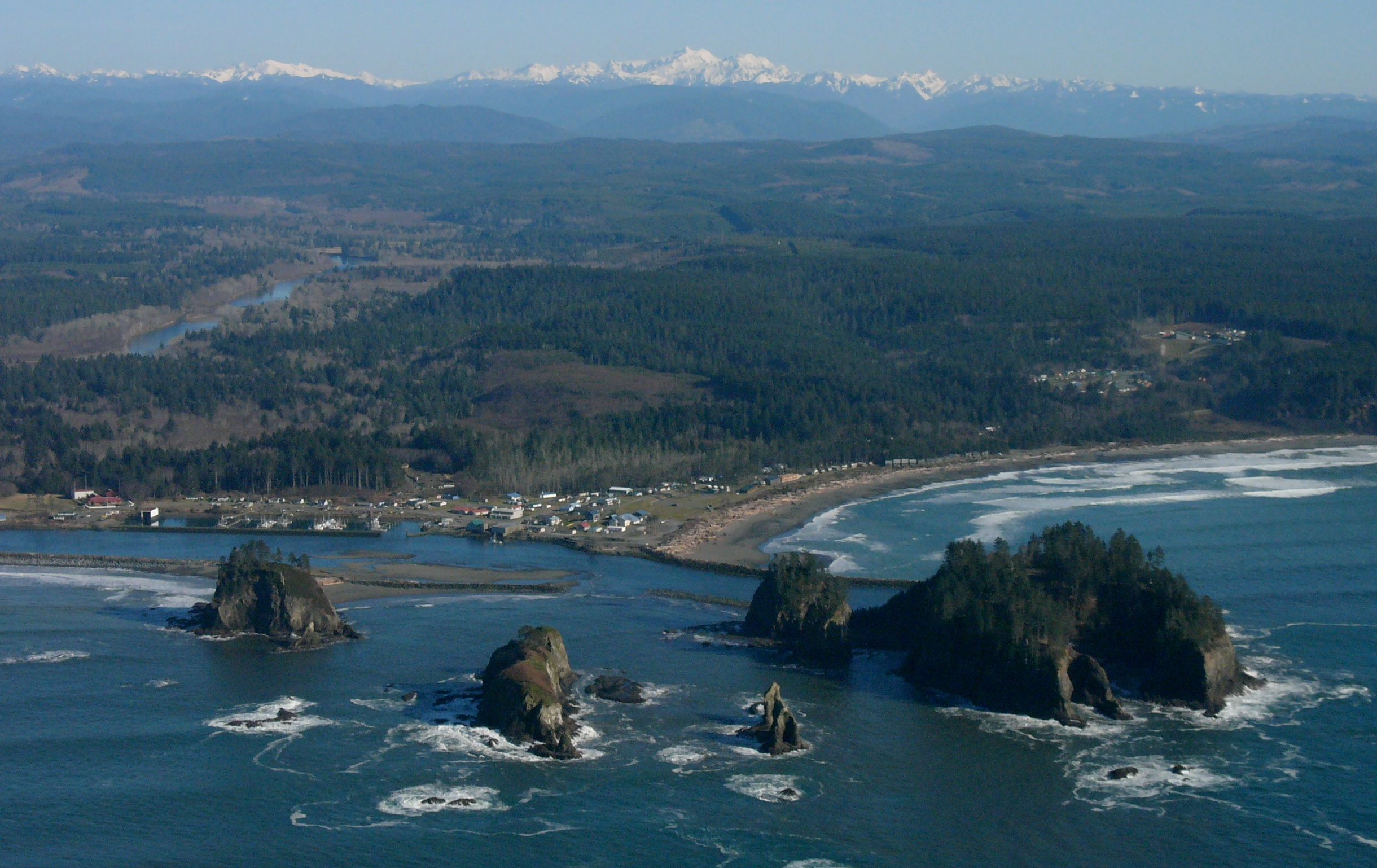
Réserve de la Nation Quileute et plage de La Push.

Les Quileutes, seuls personnages des romans à ne pas être blancs, jouent un rôle crucial dans la série, mais ne touchent dans le monde réel aucun revenu lié directement aux œuvres. Ils sont présentés comme des créatures mythologiques animales, plutôt que comme des êtres humains à part entière. La culture quileute a un lien avec les loups, mais très éloigné de ce qui est présenté dans les romans, ce qui est qualifié d'appropriation culturelle de la part de Stephenie Meyer. Les personnages sont associés dans la série à des familles monoparentales, à la pauvreté et à un certain manque d'éducation ; ce n'est le cas d'aucun autre personnage de la série.
Catherine Hardwicke, réalisatrice du premier film, affirme que Stephenie Meyer a demandé que les rôles principaux soient remplis par des personnes blanches pour correspondre à l'image qu'elle a de ses personnages, alors que Hardwicke tentait de lui proposer des acteurs d'appartenances ethniques plus variées, notamment une Alice d'ascendance japonaise. Elle doit finalement insister et utiliser une description ambiguë d'un antagoniste, Laurent, pour le faire jouer par un acteur noir. Elle révèle également que c'est la raison pour laquelle Hardwicke et Meyer n'ont pas collaboré pour les films suivants.

## Adaptations

Logo de la franchise.

### Cinéma
Catherine Hardwicke réalise le premier film, Twilight, chapitre I : Fascination, qui sort en 2008. Elle cesse ensuite de travailler avec Meyer en raison de leurs différends sur la distribution des personnages. Au 2 avril 2009, le film a fait 393 616 788 USD de recettes. Son week-end d'ouverture présente le résultat le plus élevé de l'histoire pour un film réalisé par une femme, dépassant Deep Impact.
Twilight, chapitre II : Tentation, de Chris Weitz, sort en 2009. Au 13 décembre 2009, le film a fait 709 827 462 $ de recettes. Weitz quitte ensuite le projet sans fournir d'explications. Le film bat le record précédent de pré-commandes de billets de cinéma et marque la plus importante demande de séance de minuit de l'histoire du box office canadien et américain, battant l'ancien record de Harry Potter et le Prince de sang-mêlé. Il devient ensuite le film avec la première journée la plus rentable de l'histoire, toujours sur le marché États-Unis et Canada, battant The Dark Knight : Le Chevalier noir. Le film se place en neuvième position des premiers week-ends les plus rentables au box-office domestique de l'histoire.
Twilight, chapitre III : Hésitation sort en 2010 et est réalisé par David Slade. Slade ne participe pas au tournage de scènes supplémentaires après la réalisation du film. Le film bat à nouveau le record de pré-commandes, battant le record du film précédent ; il bat également Transformers 2 : La Revanche en IMAX. Le film marque la troisième première journée la plus rentable de l'histoire sur le marché domestique. En six jours, le film dépasse les résultats d'Independence Day. Il devient le film de fantasy romantique, de loup-garou, et de vampire le plus rentable de l'histoire sur le marché domestique, et est 46e tous genres confondus.
Bill Condon réalise enfin Twilight, chapitre IV : Révélation 1re partie et Twilight, chapitre V : Révélation 2e partie, qui sortent respectivement en 2011 et 2012. Le premier volet obtient le dixième premier week-end le plus rentable de l'histoire au niveau mondial,. En Amérique du Nord, c'est le film le plus rentable de 2011. Le deuxième volet, le plus rentable de la série, est le sixième le plus rentable de 2012 ; le premier week-end est le huitième le plus rentable de l'histoire au niveau mondial.

### Roman graphiqueTwilight

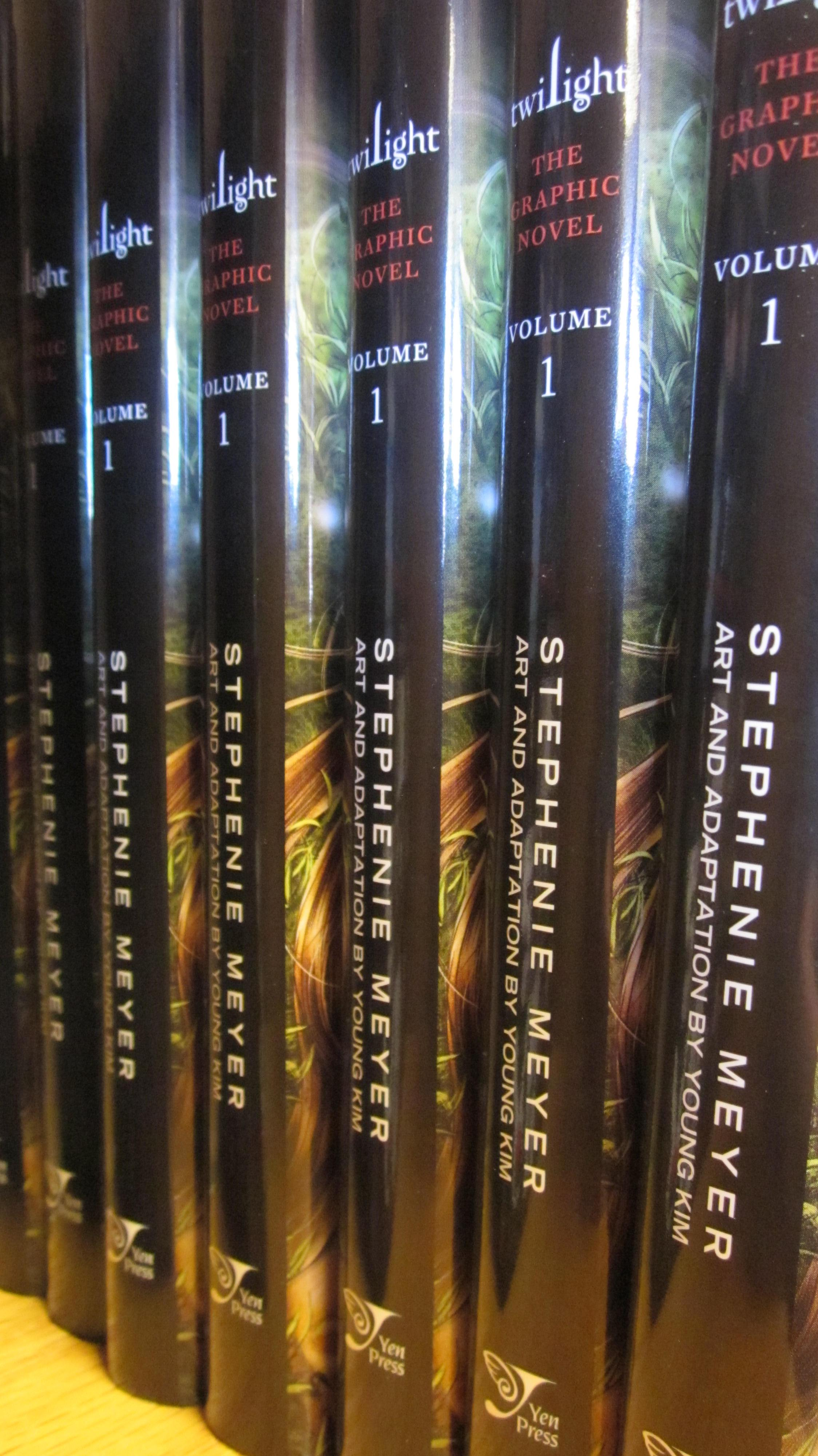
Premier tome du roman graphique Twilight en librairie.

La saga a aussi été retranscrite sous forme de roman graphique par Young Kim sur le scénario de Stephenie Meyer. Le premier volume est sorti en France chez Pika Édition, sous le titre Twilight : Fascination, volume 1 le 17 mars 2010, en sortie simultanée avec la version américaine chez Yen Press. Stephenie Meyer a déclaré : « La transformation en images par Young Kim des mots que j'ai écrits est formidable. Les personnages et les scènes sont très proches de ce que j'imaginais pendant que je rédigeais la série ».
Cette adaptation est donc directement inspirée des romans originaux. Young Kim a travaillé en noir et blanc principalement, mais aussi introduit quelques pages en couleur disséminées à travers le premier volume afin d'accentuer certaines scènes fortes.

## Postérité

### Effet sur l'économie de Forks
La ville de Forks, très peu visitée avant Twilight, s'appuie économiquement sur le tourisme engendré par les romans et les tournages des films successifs. Cela arrive alors que l'industrie du bois, sur laquelle Forks se finance, est en crise, et que le chômage est très élevé depuis les années 1990 dans la ville. Au début des années 2000, Forks tente d'encourager le tourisme grâce à ses paysages naturels, sans grand succès jusqu'à la sortie de Twilight.
En décembre 2009, 2 540 touristes se rendent à l'office de tourisme de la ville, soit 34 fois plus qu'en décembre 2005. La taxe d'habitation augmente 10 fois plus vite entre 2006 et 2009 qu'entre 2003 et 2006. Sur toute l'année 2005, on compte 6 000 visites à l'office de tourisme, pour 19 000 l'année de sortie du premier film et du troisième roman. En 2009, on compte 70 000 touristes à l'office de tourisme de Forks, et un pic à 73 000 en 2010. La ville peine cependant à transformer ce tourisme nouveau en phénomène durable : en 2011, elle ne compte plus que 45 000 touristes, et environ 40 000 chaque année depuis.

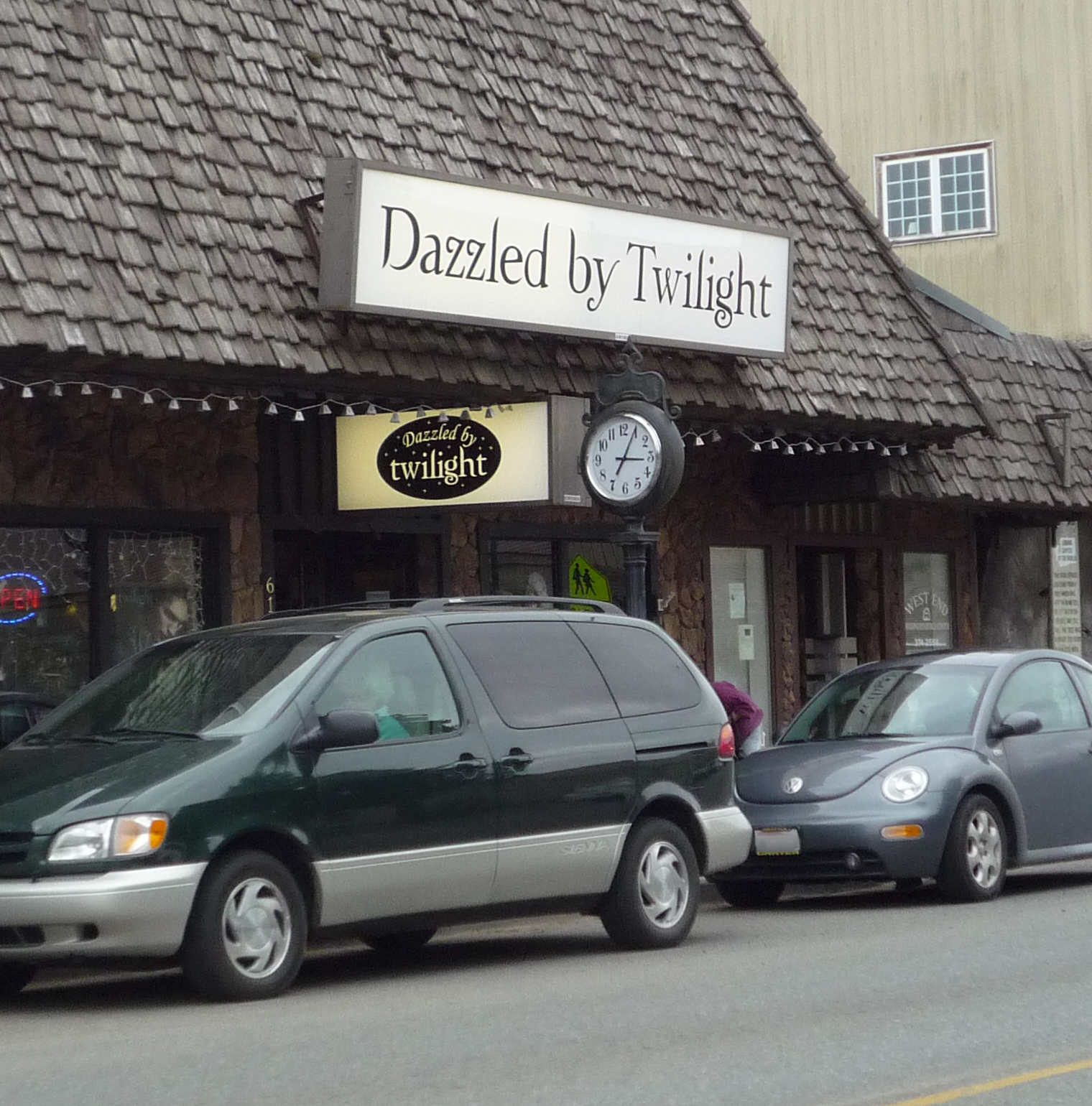
Magasin de souvenirs Dazzled by Twilight à Forks.

La chambre du commerce de Forks recrée certains endroits célèbres de la série, notamment avec une réplique de la maison de Charlie et Bella Swan. Chaque année, la ville organise un événement appelé Forever Twilight in Forks, vu comme un pèlerinage par certains fans. Le 13 septembre est baptisé Stephenie Meyer Day par la mairie en hommage à l'auteur. Les restaurants locaux recréent des repas décrits dans les romans.
La tribu quileute locale installe plusieurs lieux touristiques à La Push, y compris deux campings, et deux hôtels.
En 2017, une communauté de fans commence une récolte de fonds annuelle pour les écoles de Forks et de La Push. En 2020, pendant la pandémie de COVID-19, des fans de Twilight cousent des masques en tissu et les envoient à Forks après un appel à soutiens de l'hôpital local. Le journal local, en difficulté, reçoit 800 abonnements de fans.

### Parodies et références
De nombreuses parodies de Twilight sont créées sur différents supports. Elles jouent souvent sur l'homosexualité supposée des personnages, vampires à l'esthétique dandy ou loups-garous rappelant l'esthétique des chippendales, en particulier dans Mords-moi sans hésitation (Vampires Suck), film d'Aaron Seltzer sorti en 2010. La même année sort le film pornographique gay Twinklight, réalisé par Afton Nills pour Xtrème productions.
Avant fin 2011, Funny or Die crée Dark Moon, une courte vidéo sur une romance entre une femme et son petit ami trop émotif, avec la participation de Brandon T. Jackson, Eve et du critique de films Ben Lyons. Sur Late Night with Jimmy Fallon, ce dernier imite l'interprétation d'Edward Cullen par Robert Pattinson devant l'acteur en personne. Teena Marie produit une mini-comédie musicale mélangeant Twilight et High School Musical. College Humor travaille avec Aubrey Plaza pour une vidéo remettant au goût du jour le T-Shirt Three Wolf Moon. Dimlight, par Take 180, se moque des fans de Twilight et de leur propension à tout interpréter au prisme de l'univers du roman. Twilight: Modern Warfare 2 Trailer est une fausse bande-annonce pour une version de Call of Duty: Modern Warfare 2 avec Jacob et Edward. Taylor Swift sort une vidéo pour le Saturday Night Live, reprenant l'histoire de Twilight, mais avec le monstre de Frankenstein plutôt que des vampires.

### Cinquante nuances de Grey
E. L. James écrit une fanfiction basée sur l'univers de Twilight, appelée à l'origine Master of the Universe. Elle la publie petit à petit sous le pseudo « Snowqueen's Icedragon » sur différents sites de fanfiction. Les personnages centraux sont à l'origine Edward Cullen et Bella Swan. Après avoir reçu des avertissements des plateformes d'hébergement concernant le contenu explicitement sexuel du texte, James déplace l'histoire sur son propre site, FiftyShades.com. Elle modifie ensuite Master of the Universe pour en faire une histoire à part entière, en renommant les personnages Christian Grey et Anastasia Steele et en supprimant le texte de son site en prévision de la publication. En 2012, Cinquante Nuances de Grey est publié en anglais.